# Велика награда Канаде 2022.
Велика награда Канаде 2022. (званично позната као фр. Formula 1 AWS Grand Prix du Canada 2022) је била трка Формуле 1, која је одржана 19. јуна 2022. на стази Жил Вилнев у Монтреалу, Квебек, Канада. Било је то 9. рунда светског шампионата Формуле 1 2022.
Макс Верстапен је узео пол позицију по кишним условима, испред Фернанда Алонса и Карлоса Саинза. Верстапен је претворио свој пол у победу, испред Саинза и Луиса Хамилтона.

## Позадина
Ова трка је била 57. издање Велике награде Канаде, 51. пут је ова трка била део светског шампионата Формуле 1 од 1950., 41. пут да је светски шампионат одржан на стази Жил Вилнев и прва трка у Канади од 2019. јер су трке 2020. и 2021. отказане због пандемије ковид 19. Трка је одржана недељу дана након Велике награде Азербејџана и претходила је Великој награди Велике Британије. Трка је такође била домаћа трка Ланса Строла и Николаса Латифија.

### Шампионати пре трке
У шампионату возача, Макс Верстапен је водио са 150 поена, 21 поен испред сувозача Серхија Переза на другом месту и Шарла Леклера на трећем месту. Ред бул је предводио Ферари са 80 поена, а Мерцедес 118 бодова у конструкторском шампионату.

### Учесници
Возачи и тимови су били исти као на листи за пријаву сезоне без додатних резервних возача за трку.

### Избор гума
Добављач гума Пирели је донео смеше гума Ц3, Ц4 и Ц5 (означене као тврде, средње и меке) како би тимови могли да користе на догађају.

## Тренинг
Одржана су три тренинга за Велику награду, сваки по сат времена. Први тренинг одржан је 17. јуна у 14:00 по локалном времену (УТЦ−04:00). Тренинг је завршена без већих инцидената. На почетку сесије, Естебан Окону се залепио папирни делић у кочионом канал и био је приморан да се врати назад у бокс. Александер Албон, Мик Шумахер, Кевин Магнусен и Николас Латифи промашили су скретање у кривини 12. Сва четворица су била неповређена и наставили су даље. Лидер шампионата Макс Верстапен био је најбржи испред Карлоса Саинза и Фернанда Алонса на другом и трећем месту.
Други тренинг је одржан 17. јуна у 17:00 по локалном времену. Шарл Леклер се зауставио на излазу из питлејна због проблема са турбопуњачем. Након сесије, Леклер је захтевао промену турбо мотора, што је довело до пада од 10 места због прекорачења његове алокације турбо мотора. Себастијан Фетел је пуштен у путању Магнусену у пит лејну. Фија је оценила да пуштање није безбедно и тим Астон Мартина је кажњен са 5.000 евра. Саинз је такође пуштен у путању Ланда Нориса, али Фија није сматрала да је то несигурно. Верстапен је поново био најбржи, а Леклер и Саинз су били на другом и трећем месту.
Трећи тренинг одржан је 18. јуна у 13:00 по локалном времену. Киша је значила да су возачи током целе сесије завршавали кругове на гумама за кишу и средњој компоненти. Јуки Цунода, Магнусен и Фетел су излетели у скретању 1, док је Верстапен прелетео на траву у другом скретању. Алонсо је био најбржи, а Пјер Гасли и Фетел су били на другом и трећем месту.

## Квалификације

### Квалификациони извештај
Квалификације су одржане у 16:00 по локалном времену 18. јуна и трајале су сат времена. Цела сесија се одвијала са водом на стази, тако да су сви возачи користили гуме за кишу и средње да заврше своје кругове, са изузетком Џорџа Расела који је у каснијим фазама квалификација променио на меке гуме.
У првом делу квалификација сви возачи су завршили своје кругове без проблема. Карлос Саинз, Шарл Леклер и Алекандер Албон су били забележени од стране судија да возе преспоро, али нису кажњени. Јуки Цунода је морао да почне од позади након што је преузео нове компоненте погонске јединице, Николас Латифи, Ланс Строл, Себастијан Фетел и Пјер Гасли испали су из првог дела квалификација.
У другом делу квалификација Албон је ударио у зиду код кривине 5 на почетку сесије. Успео је да пронађе рикверц и настави даље. Серхио Перез је ударио у зид у скретању 3. Завијорила се црвена застава и Перез је искочио из аута и напустио стазу. Проблеми за Ланда Нориса значили су да није могао да одреди време круга и такође је био ван сесије. Леклер је узео нове компоненте агрегата и требало је да почне из задњег страног реда, није ризиковао да изађе на мокру стазу и такође је био ван сесије. Албон, Валтери Ботас, Џоу Гуанју и Естебан Окон поправили су своја времена у кругу на крају сесије, а Албон и Ботас нису били довољно брзи и елиминисани су из квалификација.
У трећем делу квалификација, сви возачи су завршили прве кругове на гумама за кишу, а Макс Верстапен је био привремено на полу. Приметивши суву линију око већег дела стазе, Џорџ Расел је за свој последњи покушај одвезао са гумама за суво, верујући да ће ако преживи мокри завоји 1 и 2, имати најбржи круг. У свом другом кругуквалификационом кругу, Расел је прошао кроз локвицу, окренуо се и ударио у зид. Био је у стању да настави и нашао је пут назад у пит лејн. Верстапен је заузео пол позицију, Фернандо Алонсо је био други, а Саинз је био трећи након што је погрешио на излазу из последње кривине. Хамилтон је завршио четврти, а двојица Хаса пети и шести, што је њихов најбољи резултат у квалификацијама од Велике награде Немачке 2018.

### Квалификациона класификација
| Поз.   | Бр. | Возач            | Конструктор  | Квалификациона времена | Квалификациона времена | Квалификациона времена | Стартна позиција |
| Поз.   | Бр. | Возач            | Конструктор  | К1                     | К2                     | К3                     | Стартна позиција |
| ------ | --- | ---------------- | ------------ | ---------------------- | ---------------------- | ---------------------- | ---------------- |
| 1      | 1   | Макс Верстапен   | Ред бул      | 1:32,219               | 1:23,746               | 1:21,299               | 1                |
| 2      | 14  | Фернандо Алонсо  | Алпин        | 1:32,277               | 1:24,848               | 1:21,944               | 2                |
| 3      | 55  | Карлос Саинз     | Ферари       | 1:32,781               | 1:25,197               | 1:22,096               | 3                |
| 4      | 44  | Луис Хамилтон    | Мерцедес     | 1:33,841               | 1:25,543               | 1:22,891               | 4                |
| 5      | 20  | Кевин Магнусен   | Хас          | 1:32,957               | 1:26,254               | 1:22,960               | 5                |
| 6      | 47  | Мик Шумахер      | Хас          | 1:33,707               | 1:25,684               | 1:23,356               | 6                |
| 7      | 31  | Естебан Окон     | Алпин        | 1:33,012               | 1:26,135               | 1:23,529               | 7                |
| 8      | 63  | Џорџ Расел       | Мерцедес     | 1:33,160               | 1:24,950               | 1:23,557               | 8                |
| 9      | 3   | Данијел Рикардо  | Макларен     | 1:33,636               | 1:26,375               | 1:23,749               | 9                |
| 10     | 24  | Џоу Гуанју       | Алфа Ромео   | 1:33,692               | 1:26,116               | 1:24,030               | 10               |
| 11     | 77  | Валтери Ботас    | Алфа Ромео   | 1:33,689               | 1:26.788               | Н/Д                    | 11               |
| 12     | 23  | Александер Албон | Вилијамс     | 1:34,047               | 1:26,858               | Н/Д                    | 12               |
| 13     | 11  | Серхио Перез     | Ред бул      | 1:33,929               | 1:33,127               | Н/Д                    | 13               |
| 14     | 4   | Ландо Норис      | Макларен     | 1:34,066               | Нема време             | Н/Д                    | 14               |
| 15     | 16  | Шарл Леклер      | Ферари       | 1:33,008               | Нема време             | Н/Д                    | 191              |
| 16     | 10  | Пјер Гасли       | Алфа Таури   | 1:34,492               | Н/Д                    | Н/Д                    | 15               |
| 17     | 5   | Себастијан Фетел | Астон Мартин | 1:34,512               | Н/Д                    | Н/Д                    | 16               |
| 18     | 18  | Ланс Строл       | Астон Мартин | 1:35,352               | Н/Д                    | Н/Д                    | 17               |
| 19     | 6   | Николас Латифи   | Вилијамс     | 1:35,660               | Н/Д                    | Н/Д                    | 18               |
| 20     | 22  | Јуки Цунода      | Алфа Таури   | 1:36,575               | Н/Д                    | Н/Д                    | 201              |
| Извор: |     |                  |              |                        |                        |                        |                  |

Напомена
- ^1  – Шарл Леклер и Јуки Цунода су морали да почну трку из задњег страног реда због прекорачења своје квоте елемената агрегата.[30][31]

## Трка

### Извештај о трци
Трка је почела у 14:00 по локалном времену 19. јуна и трајала је 70 кругова. Макс Верстапен је из првог реда боље стартовао од Фернанда Алонса и задржао вођство у првом реду. У трећи круг, Кевин Магнусен и Луис Хамилтон су ишли један поред другог и остварили су благи контакт. Ништа није поломљено на Хамилтоновом ауту, али Магнусеново предње крило јесте и један део је висио. Након жалбе Естебана Окона, Магнусен је био означен црном и наранџастом заставом, што значи да је био приморан да оде како би поправио штету. После трке, Магнусен је тврдио да је превише лако „утицати“ на директоре трке. У осмом кругу, Серхио Перез је зауставио болид због квара на мењачу, повукао се из трке и изазвао је виртуелни сигурносни аутомобил (ВСА). Ред бул је искористио ВСА период и ставио Верстапена на нови сет гума тврде смесе. Верстапен се вратио у трку као трећи иза Карлоса Саинза и Алонса. У 19. кругу, Мик Шумахер је повукао свој аутомобил због квара мотора, доносећи други ВСА трке. Ферари је одлучио да позове у бокс Саинза и он се вратио на друго месту, 9,5 секунди иза Верстапена. Верстапен је отишао у бокс у 43. кругу на нове тврде гуме под условима зелене заставе, враћајући се на треће место иза Саинза и Хамилтона. На новим гумама, Верстапен је био у могућности да помно прати Хамилтона кроз прва два сектора пре него што га је претекао између 10. и 12. кривине на крају 43. круга и поново заузимао друго место. У 48. кругу Јуки Цунода се сударио у другом скретању, доносећи сигурносни аутомобил који је омогућио Саинзу да се пређе на нове тврде гуме и поново се придружи одмах иза лидера Верстапена са шест кругова млађим гумама. Спринт од 16 кругова до циља показао је да се Саинз приближио претицању Верстапена између скретања 10 и 12, али није могао да прође, Верстапен је победио за нешто мање од секунде, а Саинз је завршио на другом месту. Хамилтон је заокружио подијум, а Џорџ Расел је завршио четврти. Шарл Леклер је стигао до петог након што је узео нову јединицу снаге и почео са 19. на места, умањујући штету у својој борби за титулу. Окон је прешао линију на шестом месту испред свог сувозача Алонса, који је имао проблема са мотором који је почео усред трке. Казна после трке коју је добио Алонсо га је спустила са седмог на девето место иза Валтерија Ботаса и Џоу Гуанјуа. Ланс Строл је заокружио првих десет у својој домаћој трци.

### Тркачка класификација
| Поз.                                                     | Бр. | Возач            | Конструктор  | Кругови | Време/Разлика | Место | Поени |
| -------------------------------------------------------- | --- | ---------------- | ------------ | ------- | ------------- | ----- | ----- |
| 1                                                        | 1   | Макс Верстапен   | Ред бул      | 70      | 1:36:21,757   | 1     | 25    |
| 2                                                        | 55  | Карлос Саинз     | Ферари       | 70      | +0,993        | 3     | 191   |
| 3                                                        | 44  | Луис Хамилтон    | Мерцедес     | 70      | +7,006        | 4     | 15    |
| 4                                                        | 63  | Џорџ Расел       | Мерцедес     | 70      | +12,313       | 8     | 12    |
| 5                                                        | 16  | Шарл Леклер      | Ферари       | 70      | +15,168       | 19    | 10    |
| 6                                                        | 31  | Естебан Окон     | Алпин        | 70      | +23,890       | 7     | 8     |
| 7                                                        | 77  | Валтери Ботас    | Алфа Ромео   | 70      | +25,247       | 11    | 6     |
| 8                                                        | 24  | Џоу Гуанју       | Алфа Ромео   | 70      | +26,952       | 10    | 4     |
| 9                                                        | 14  | Фернандо Алонсо  | Алпин        | 70      | +29,9452      | 2     | 2     |
| 10                                                       | 18  | Ланс Строл       | Астон Мартин | 70      | +38,222       | 17    | 1     |
| 11                                                       | 3   | Данијел Рикардо  | Макларен     | 70      | +43,047       | 9     |       |
| 12                                                       | 5   | Себастијан Фетел | Астон Мартин | 70      | +44,245       | 16    |       |
| 13                                                       | 23  | Александер Албон | Вилијамс     | 70      | +44,893       | 12    |       |
| 14                                                       | 10  | Пјер Гасли       | Алфа Таури   | 70      | +45,183       | 15    |       |
| 15                                                       | 4   | Ландо Норис      | Макларен     | 70      | +52,1453      | 14    |       |
| 16                                                       | 6   | Николас Латифи   | Вилијамс     | 70      | +59,978       | 18    |       |
| 17                                                       | 20  | Кевин Магнусен   | Хас          | 70      | +1:08,180     | 5     |       |
| Оду                                                      | 22  | Јуки Цунода      | Алфа Таури   | 47      | Инцидент      | 20    |       |
| Оду                                                      | 47  | Мик Шумахер      | Хас          | 18      | Мотор         | 6     |       |
| Оду                                                      | 11  | Серхио Перез     | Ред бул      | 7       | Мењач         | 13    |       |
| Најбржи круг: Карлос Саинз (Ферари) – 1:15,749 (круг 63) |     |                  |              |         |               |       |       |
| Извор:                                                   |     |                  |              |         |               |       |       |

Напомена
- ^1  – Укључује један бод за најбржи круг.[45]
- ^2  – Фернандо Алонсо је завршио седми на стази, али је после трке добио казну од пет секунди због више од једне промене смера кретања да би одбранио позицију.[44]
- ^3  – Ландо Норис је добио казну од пет секунди због пребрзе вожње у боксу. На његову коначну позицију казна није утицала.[44]

## Поредак шампионата после трке
|  | Поз. | Возач          | Поени |
|  | ---- | -------------- | ----- |
|  | 1    | Макс Верстапен | 175   |
|  | 2    | Серхио Перез   | 129   |
|  | 3    | Шарл Леклер    | 126   |
|  | 4    | Џорџ Расел     | 111   |
|  | 5    | Карлос Саинз   | 102   |

|  | Поз. | Конструктор | Поени |
|  | ---- | ----------- | ----- |
|  | 1    | Ред бул     | 304   |
|  | 2    | Ферари      | 228   |
|  | 3    | Мерцедес    | 188   |
|  | 4    | Макларен    | 65    |
|  | 5    | Алпин       | 57    |

- Напомена: Само првих пет позиција су приказане на табели.